# Heiji monogatari
Heiji monogatari (平治物語, "Conto de Heiji") é um épico de guerra (gunki monogatari) que detalha os eventos da Rebelião Heiji de 1159–1160, na qual o clã samurai liderado por Minamoto no Yoshitomo atacou e sitiou Quioto como parte de uma disputa de sucessão imperial na qual se opunha a Taira no Kiyomori, líder do clã Taira.

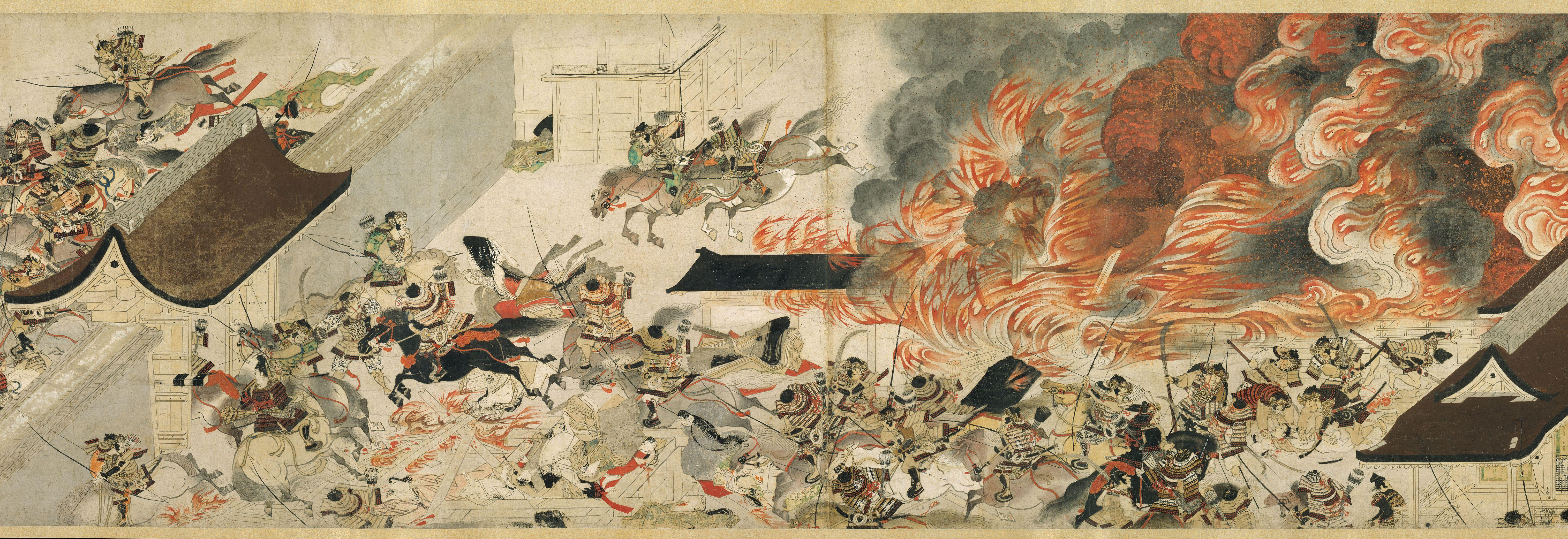
Ataque Noturno ao Palácio Sanjo (detalhe)

O texto original é algumas vezes atribuído a Hamuro Tokinaga e estende-se por 36 capítulos. Como é o caso da maioria dos outros monogatari, o texto foi reescrito e revisado muitas vezes ao longo dos anos, e também desenvolvido numa tradição oral. Na maioria das vezes, o Conto de Heiji seria cantado como uma continuação do Conto de Hōgen, que relata os eventos da Rebelião Hōgen, que está intimamente relacionada.
A versão do conto em rolos de imagens, chamada Heiji Monogatari Emaki ou Heiji Monogatari Ekotoba, data do século XIII. Conta a história em cores, em papel, em cinco rolos. Cada pergaminho começa e termina com uma parte escrita do conto, descrevendo os eventos descritos numa única pintura contínua em todo o comprimento do pergaminho. Talvez a cena mais famosa desses cinco pergaminhos seja o Ataque Nocturno no Palácio Sanjō. Os pergaminhos emaki estão agora no Museu de Belas Artes de Boston, em Boston, Massachusetts.